# Холмогоров, Михаил Кузьмич
Михаил Кузьмич Холмогоров, Михаил Косьмин (16 августа 1870, Гребнево — 8 марта 1951, Москва) — протодиакон, обладатель великолепного баса, натурщик Михаила Нестерова и Павла Корина.

## Биография
Родился в селе Гребневе в семье священника Кузьмы Ильича Холмогорова.
В 1890-х годах занимался профессиональной постановкой голоса на курсах в Московском филармоническом обществе. Знакомый пересказывал его слова: «Окончил я филармонию с золотой медалью. Некоторые советовали идти в артисты. Только мать мне и говорит: „Куда тебе, Миша, в артисты, с твоей-то простотой? Заклюют тебя за кулисами. Иди уж ты в дьяконы — послужи Господу“. Ну, я и пошел».
В 1891 году окончил Московскую духовную семинарию по второму разряду и резолюцией митрополита Московского и Коломенского Иоанникия (Руднева) был назначен псаломщиком в причт московского храма великомученика Георгия в Грузинах, , где его брат уже год был священником.
В 1908 году обвенчался с Марией Васильевной Овсянниковой, в браке с которой имел четверых детей: Василий (погиб на фронте в годы Великой Отечественной войны) и Николай, Анна и Александра (ум. 16.2.1970).
13 июня 1910 года был рукоположен епископом Дмитровским Трифоном (Туркестановым) во диаконы и назначен в храм великомученика Никиты на Старой Басманной. 
Обладатель великолепного баса, современники называли его «церковным Шаляпиным». «Михаил Кузьмич славился своим голосом, послушать его со всей Москвы съезжались знатоки и любители церковного пения. Его служение отличалось особой проникновенностью, четкостью произношения и выразительностью пения молитвословий». Исследователь его биографии Любартович пишет: он «был первым диаконом, пропевшим ектению композитора П. Г. Чеснокова, оригинальное сочинение, написанное для хора и баса-солиста и очень близкое к обыкновенному речитативу. Для исполнения столь необычного по форме произведения он испросил благословения у старца Зосимовой пустыни иеросхимонаха Алексия (Соловьева)». Параллельно с основным занятием начинает участвовать в концертах духовной музыки вместе с созданным в 1900 г. хором под управлением И. И. Юхова, с артистами императорских театров А. В. Неждановой, В. Р. Петровым, архидиаконом Кремлёвского Успенского собора Константином Розовым и другими известными певцами. Получал многочисленные приглашения стать профессиональным певцом и работать на сцене, но постоянно отказывался: меценат С. И. Зимин пытался пригласить его в свой театр для исполнения партии Пимена в постановке оперы «Борис Годунов» Мусоргского, художественный руководитель Частной оперы Мамонтова и капеллы Русского хорового общества М. М. Ипполитов-Иванов предлагал протодиакону стать солистом этих музыкальных коллективов.
В. И. Алексеев описывает его: 
«Его не сравнивали с другими. Прежде всего, по всеобщему мнению, Холмогоров был вне сравнения в чисто музыкальном отношении. Он окончил Филармонию с золотой медалью и, вероятно, мог бы стать на сцене вторым Шаляпиным, конечно, совершенно другого стиля и темперамента. Но Холмогоров пошел служить Православной Церкви… Очень прямой, на полголовы выше толпы, спокойный и необыкновенно величественный, отец Михаил запоминался с первого взгляда. Были протодьяконы-красавцы, вроде Лебедева с лицом в стиле русского доброго молодца или поразительно красивого сероглазого блондина Олерского. Но величия, подобного холмогоровскому, не было ни у кого другого. Правда, Холмогоров был величественен до холодка, но величественность эта всегда была строго церковная и очень подлинная. Иногда думалось: посмотреть бы на него в рыцарских доспехах, поставить с мечом на страже Грааля. Жесты Холмогорова напоминали жесты апостолов в „Тайной вечере“ Леонардо».

### После революции
В послереволюционные годы, продолжая быть протодиаконом Никитского храма, поступил на службу в бывший хор И. И. Юхова, — Первый государственный хор (ныне Государственная академическая хоровая капелла им. А. А. Юрлова), необходимо было кормить четырёх детей.
Принял предложение «обновленцев» служить архидиаконом в Храме Христа Спасителя, принес раскаяние в этом поступке освобожденному из-под стражи Патриарху Тихону и был им прощен.
Устраивал музыкальные вечера в своей квартире в доме № 14 по ул. Старой Басманной.
Служил в Никитском храме до 1930 года, затем с 1930 до 1934 года — в Вознесенской церкви на Земляном Валу, пока она также не была закрыта. В ноябре 1934 года определён штатным дьяконом Духосошественской церкви г. Пушкино.
2 сентября 1938 года был арестован НКВД «за участие в антисоветской террористической группе». Девять месяцев провел в Бутырской тюрьме. 20 июня 1939 года был осужден военным трибуналом Московского военного округа на лишение свободы на 4 года, с последующим поражением в политических правах на 3 года, по ст. 58-8 УК РСФСР. Но вскоре приговор был обжалован, и в конце августа 1939 он был выпущен на свободу.
В последующие пять лет не служил. С 1943 года до смерти в 1951 году служил в церкви Воскресения Словущего на Арбате.

Митрополит Питирим (Нечаев) вспоминал, что слышал его в 1945 году на интронизации патриарха Алексия (Симанского): 
«… Патриарху возглашал многолетие престарелый и немощный старейший московский протодиакон Михаил Кузьмич Холмогоров. Это был один из замечательнейших русских протодиаконов, редкого музыкального дарования, неповторимой красоты голоса и беспорочной жизни. После прозрачных верхов Георгия Карповича Антоненко, „тигровых“ низов Сергея Павловича Турикова и ещё каких-то незнакомых мне громовержцев собор затих. А затем вдруг наполнила его мягкая сила. Именно сила. Казалось, что-то мягкое, звучное, глубокое, плотное, обильное непреодолимо заливает собор доверху. От купола до дальнего угла ризницы. Это был осязаемый звук. Он лился, переполняя собой все, звучал в каждой частице пространства, это было более чем орган или оркестр, потому что этот звук был живым и органичным. Он присутствовал во всем и всюду. Казалось, он шел ниоткуда, но был во всем и все наполнял собой. Это был „Михал Кузьмич“. Это была его лебединая песнь, последний и полный дар его старческих сил новому Патриарху Московскому и всея Руси. Минутой позже он опустился в изнеможении на скамью в уголке ризницы».
Умер от сердечного приступа. Корин писал в своем дневнике: «Умер… Михаил Кузьмич Холмогоров, хороший, милый добрый друг. Обладатель большого, прекрасного голоса, прекрасный певец. Какое человеческое достоинство и какая скромность. Сколько просидели и проговорили с ним вечеров! Сколько он нам с Пашенькой пропел, сколько я с него писал и рисовал. Как наивно-заботливо он относился к моему искусству…».
Был похоронен на Введенском (Немецком) кладбище Москвы, на 13-м участке. Надпись на его надгробии гласит (автор Антонина Вознесенская):
«И всю красоту, музыкальность искусства,

И голос прекрасный, что Бог тебе дал,

Ты с верой глубокой и радостным чувством

С амвона пред нами всегда изливал».
Аудиозаписей голоса Холмогорова не сохранилось.

## В искусстве

### Нестеров

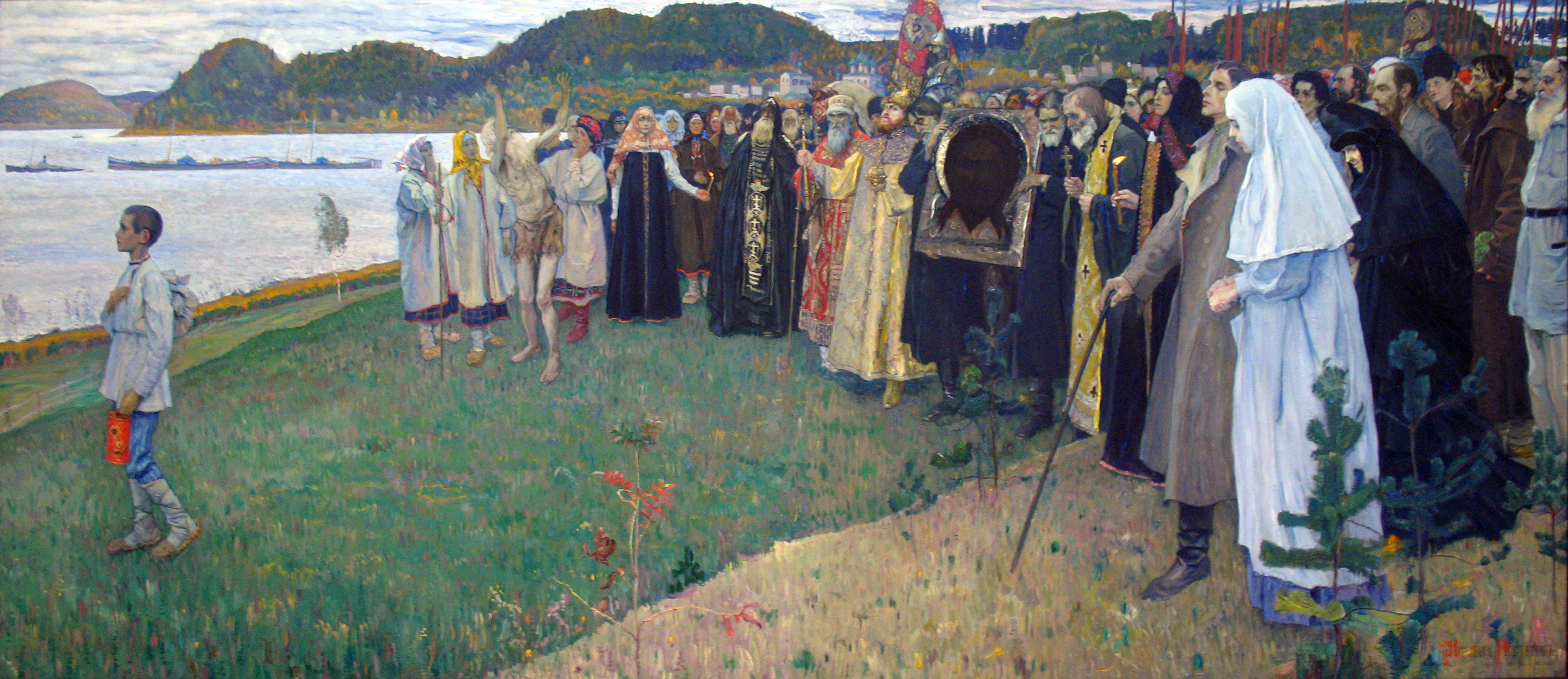
Михаил Нестеров. На Руси («Душа народа»), 1914—1916

Михаил Нестеров использовал Холмогорова в качестве натурщика при создании своего масштабного полотна «На Руси. Душа народа» (1914, ГТГ). Молодой рыжий священник здесь изображен в облике царя, в парадном облачении, шапке, бармах, с регалиями в руках.
Также сохранился этюд его головы, написанный для этой картины:
- Портрет протодьякона М. К. Холмогорова, 1914, ГТГ. Ж-710. Приобретен в 1970 г. у Н. М. Нестеровой, дочери художника[10].

### Корин
Уже в советские годы Холмогоров оказал большую помощь Павлу Корину при создании его масштабной работы «Русь уходящая», не только как натурщик, но и организационно. Судя по письму к Нестерову от 19 сентября 1935 года, Корин сумел собрать некоторых из своих натурщиков в давно закрытом для верующих кремлёвском Успенском соборе: «Я здесь целый месяц на бумаге устраиваю смотры и вожу во главе с Михаилом Кузьмичом [Холмогоровым] своих хромых, слепых и убогих стариков по кремлёвским соборам и по площадям, наконец привёл их внутрь Успенского собора, где они на фоне величественной архитектуры выстроились в боевом торжественном порядке».
Холмогоров — один из ключевых персонажей замысла картины. Корин «часто наблюдал его на службах, делал зарисовки в своих записных книжках. В то время, когда композиция и даже идея самой картины рисовалась художнику ещё недостаточно ясно, П. Д. Корин уже определяет её главных персонажей, неизменно присутствующих во всех вариантах композиции будущего произведения. М. К. Холмогоров стал одним из таких ключевых образов».
При подготовке картины Корин сделал три его портрета — с длинными волосами «М. К. Холмогоров» (1929, ГТГ); в парадном облачении «Протодиакон Михаил Кузьмич Холмогоров» (1933, ГТГ); и полноростовой «Протодиакон Холмогоров» (ГТГ, 1935). Сразу два из этюдов вошли в финальный эскиз: вариант 1933 года — в центре, на амвоне, рядом с митрополитом Трифоном, а вариант 1935 года — в группе персонажей в правой части картины, рядом с о. Фёдором.
Произведения
1. «Исход в Иосафатову долину суда» (1928, ГТГ. бумага, акварель, 34,2 x 19 см, инв. РС-16115[12]). Прорисовка фрагмента композиции одного из первых вариантов композиции, которую автор называл «Исход в Иосафатову долину Страшного суда». На первом плане изображён Гервасий Иванович, рядом отроки-алтарники, протодьякон Холмогоров, поднявший вверх руку, держащий за край ленту ораря, и словно собирающийся произнести богослужебный возглас.
2. «М. К. Холмогоров» (1929, ГТГ, холст, масло, 71 x 67,2 см, инв. ЖС-572[7]). Изображён с длинными волосами, погрудный.
3. «Протодиакон Михаил Кузьмич Холмогоров» (1933, ГТГ, холст, масло, 217,5 x 197 см, инв. ЖС-828[13]). В праздничном облачении.
4. «Протодиакон Холмогоров» (ГТГ, 1935, холст, масло, 224,5 x 106 см, инв. ЖС-569[14]). Полноростовой.
5. Профильный портрет в светской одежде. 1944 (Музей искусств Казахстана, г. Алма-Ата, графический набросок портрета — в ГТГ).

### Меркуров
Скульптор Сергей Меркуров вылепил бюст отца Михаила, который демонстрировался на выставках в Государственной Третьяковской галерее (ГТГ) в 1950-х годах. В семье протодьякона есть его гипсовая копия. Оригинал находится у потомков скульптора, также есть экземпляр головы в доме-музее Меркурова в Гюмри.